# Småsjöarna (Surteby-Kattunga socken, Västergötland, mellersta)
Småsjöarna (den mellersta) är en sjö i Marks kommun i Västergötland och ingår i Viskans huvudavrinningsområde.